# Sonata Arctica
Sonata Arctica er et power metal-band fra byen Kemi i Finland. Bandet blev grundlagt i 1996 under navnet Tricky Beans. Senere blev navnet til Tricky Means, og i 1999 blev det til Sonata Arctica.
| Musikgruppe | Spire Denne artikel om en musikgruppe er en spire som bør udbygges. Du er velkommen til at hjælpe Wikipedia ved at udvide den. |

- Wikimedia Commons har flere filer relateret til Sonata Arctica